# ناتالیا ورنر
ناتالیا ورنر (به انگلیسی: Natalia Wörner) (زاده ۷ سپتامبر ۱۹۶۷) هنرپیشه تلویزیونی اهل آلمان است.

## گزیده فیلم
- خوشبختی ۱ (۱۹۹۲)
- دی و نات (۱۹۹۲)
- زمان با هم بودن (۱۹۹۸)
- آتش‌زا-شعله‌های مرگ (۱۹۹۹)
- همیشه در قلب من (۲۰۰۴)
- بهترین آموزگار من (۲۰۰۶)
- روزاموند پیلچر-فصل ۴ (۲۰۰۹)